# 智利火烈鳥
智利火烈鳥（學名：Phoenicopterus chilensis）是一種大型的火烈鳥，長110-130厘米。牠們是美洲紅鸛及大紅鸛的近親，有時甚至將這三種看為同一物種。
智利火烈鳥在南美洲由厄瓜多爾及秘魯至智利及阿根廷及東至巴西的溫帶繁殖。牠們也有被引入到德國及荷蘭。牠們也像其他火烈鳥般會在泥丘上產一顆白蛋。
智利火烈鳥的羽毛比大紅鸛更為粉紅，但略遜於美洲紅鸛。牠們的腳呈灰色，但膝蓋卻是粉紅色的。喙有較多的黑色。

## 外部連結
- Flamingo Resource Centre
- Internet Bird Collection （页面存档备份，存于）